# Isotealia antarctica
Isotealia antarctica is een zeeanemonensoort uit de familie Actiniidae.
Isotealia antarctica is voor het eerst wetenschappelijk beschreven door Carlgren in 1899.